# Cláudia Abreu
Cláudia Abreu Fonseca (Rio de Janeiro, 12 ottobre 1970) è un'attrice e conduttrice televisiva brasiliana.

## Biografia
Dopo aver condotto alcuni programmi televisivi ed essere apparsa nelle telenovelas nella seconda metà degli anni Ottanta, ha esordito al cinema nel 1996 con Tieta do Brasil di Cacá Diegues, affiancando Sônia Braga. 
Suo marito è l'attore e regista José Henrique Fonseca.

## Filmografia

### Cinema
- Tieta do Brasil (1996)
- O Que É Isso, Companheiro? (1997)
- Guerra de Canudos (1997)
- Ed Mort (1997)
- O Xangô de Baker Street (2001)
- O Homem do Ano (2003)
- O Caminho das Nuvens (2003)
- Os Desafinados (2008)
- Todos Mundo Tem Problemas Sexuais (2008)

### Televisione
- Tele Tema (1986)
- Hipertensão (1986)
- O Outro (1987)
- Fera Racial (1988)
- Que Rei Sou Eu? (1989)
- Atto d'amore altro titoloː Un sogno nel cuore (Barriga de Aluguel) (1990)
- Anos Rebeldes (1992)
- Caso Especial (1993)
- Pátria Minha (1994)
- A Comédia da Vida Privada (1995)
- A Vida Como Ela É (1996)
- Guerra de Canudos (1997)
- Mulher (1998)
- Labirinto (1998)
- La forza del desiderio (Força de um desejo) (1999)
- Os Normais (2001)
- Brava Gente (2001)
- O Quinto dos Infernos (2002)
- Celebridade (2003)
- Sitcom.br (2004)
- Casseta & Planeta (2004)
- Belíssima (2005)
- Dicas de um Sedutor (2007)
- Três Irmãs (2008)
- Cheias de Charme (2012)
- O Dentista Mascarado (2013)
- Geração Brasil (2014)
- A Lei do Amor (2016)